# 细鳞紫鱼
细鳞紫鱼（学名：Pristipomoides microlepis）为笛鲷科紫鱼属的鱼类。分布于印度尼西亚、菲律宾、夏威夷群岛以及中国南海、台湾海峡南部等海域，属于热带和亚热带近海鱼类。其常见于沙泥底质海区。该物种的模式产地在安汶岛。
其种加词“microlepis”意为“细鳞的”。